# アクメイズム
アクメイズム（ロシア語: Акмеизм、英語: Acmeism）は、ロシア帝国（現:ロシア）で1910年から1912年にかけて成立した文学流派または文学運動。「アクメ」とはギリシア語で頂点を意味する語で、アクメイズムを詩のスタイルとする人をアクメイストと呼んだ。
ロシアの詩人、作家であるニコライ・グミリョフ、ミハイル・クズミンが指導者となり、象徴主義から詩の技法を学びつつも、神秘性を否定して明晰な塑像性と古典的調和を追求した。
グミリョフ、クズミンはグミリョフの妻、アンナ・アフマートヴァや同国出身の詩人であるオシップ・マンデリシュターム、セルゲイ・ゴロデツキー、ミハイル・ゼンケヴィッチ、ウラジーミル・ナルブト、ボリス・サドフスキーらは自らをアダミズムと呼び「詩人の職場（Tsekh poetov）」と称して1909年から1917年まで機関誌『アポロン』を出版した。
しかし十月革命の際にグループを解体し、一部のメンバーは文壇を去ったがアフマトーヴァは文壇に残り、1946年の批判で文壇から去ることを余儀なくされた。